# Borismene japurensis
Borismene japurensis är en tvåhjärtbladig växtart som först beskrevs av Carl Friedrich Philipp von Martius, och fick sitt nu gällande namn av Rupert Charles Barneby. Borismene japurensis ingår i släktet Borismene och familjen Menispermaceae. Inga underarter finns listade i Catalogue of Life.